# 重巡洋舰

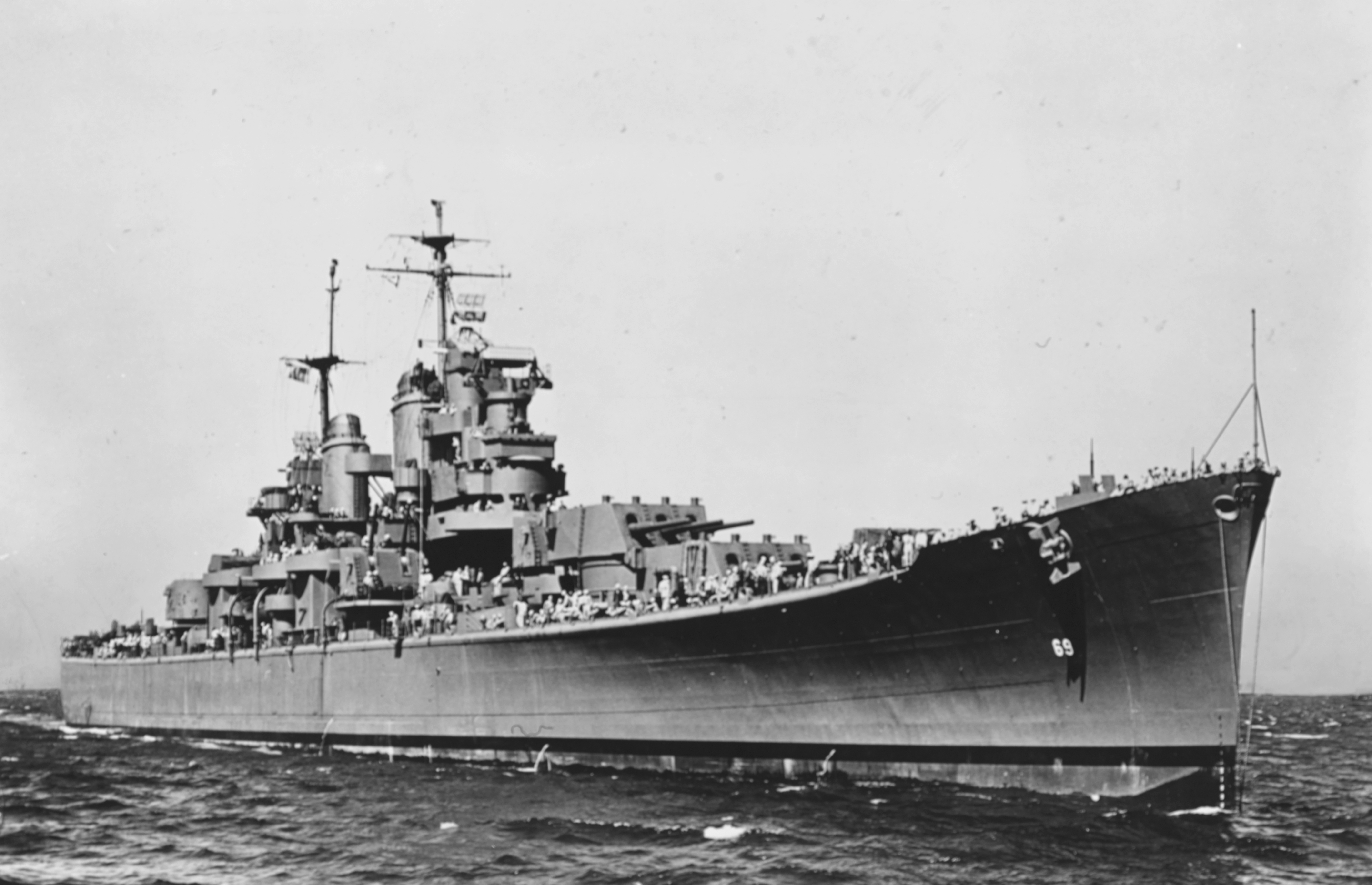
巴爾的摩級重巡洋艦

重巡洋舰，即重型巡洋舰（Heavy Cruiser）或大型巡洋舰，是巡洋舰的一种分类，在第一次世界大战后的条约时期，由海军军备条约的限制产生，主要以主炮口径作为划分依据的一类巡洋舰。一般指在火力和装甲方面强于轻巡洋舰但次于战列舰的舰只。在美国海军的军舰代码中，重巡洋舰由“CA”来表示。
重巡洋舰在第二次世界大战期间发展到顶峰，美国和英国、日本、納粹德国均大量制造和部署重型巡洋舰，尤其是在太平洋战场上，重巡洋舰对美日双方均发挥了极其重要的作用。它的航速可以与驱逐舰媲美，但是火力却远强于轻巡洋舰，造价远低于战列舰，它可以担任水面战斗舰和快速袭击舰。二战结束后，隨著航母戰術的興起，幾乎所有重巡洋舰和战列舰一起被出售解體，只有少數就成為了博物馆，且鲜有国家继续建造重巡洋舰。

## 历史
重巡洋舰最早的前身同轻巡洋舰一样，都是有舷侧装甲的装甲巡洋舰。但重巡洋舰的发展比轻巡洋舰还要晚。第一艘在船隻技術參數層面上近似现代重巡洋舰的軍艦于1915年誕生——英国皇家海军建成了4艘霍金斯级巡洋舰。该级舰是英国在已有的轻巡洋舰上加以改进而来，排水量为9,750吨，装备7门7.5英寸主炮，在当时被称为“加强型轻巡洋舰”。不过由于服役太晚（最后一艘到1925年才服役），该级舰没有参加第一次世界大战，所以也没有经受实战考验。
在第一次世界大戰前，巡洋艦的分類主要是由任務屬性以及裝甲強度進行區分。從火炮口徑與船隻噸位作為分類基準的重巡洋舰被明确划分标准源于1921年簽訂的《华盛顿海军条约》與1930年簽訂的《伦敦海军条约》。霍金森级巡洋舰根据後續海军军备条约制定的标准，被归类至重巡洋舰範疇。

### 条约时期

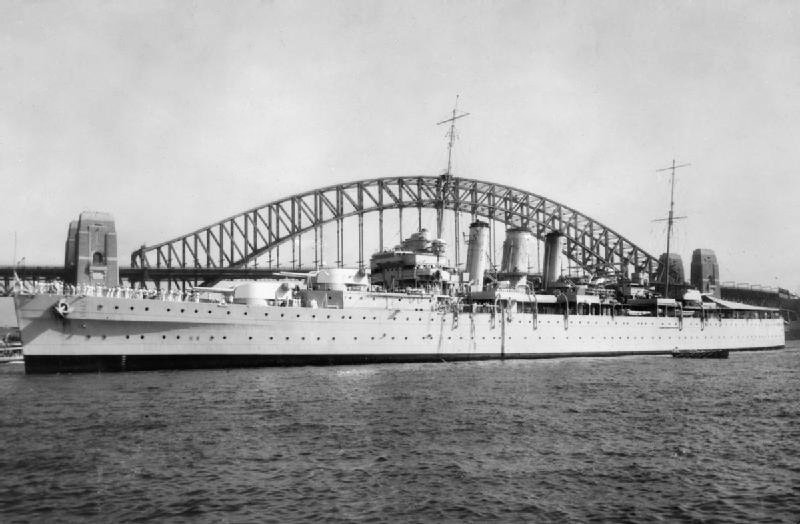
英国皇家海军多塞特郡号重巡洋舰

1921年签订的华盛顿海军条约对巡洋舰的标准进行了划分。条约规定，所有巡洋舰的排水量不得超过10,000吨，主炮口径不得超过8英寸（203毫米）。而1930年的伦敦海军条约则再华盛顿海军条约的基础上，更加明确地划分了轻、重巡洋舰的标准——重巡洋舰为主炮口径6.1英寸及以上的巡洋舰，反之则为轻巡洋舰。
在1920至30年代中期，各国都根据条约的规定建造了很多重巡洋舰。但由於客觀條件不足（作戰思想與技術成熟度），加上各國海軍對於巡洋艦實踐海軍戰略目標的想法各持所見，所以簽訂條約的海軍列強在1920年代開工的首批“条约型重巡洋舰”均存在或多或少的性能權衡。比如美国建造的彭萨科拉级和北安普顿级，與英國的肯特級雖然具有優異航速與標準8吋主砲，但主装甲帶厚度較薄，甚至不能抵抗一戰巡洋艦普遍裝載的6吋主砲穿甲彈穿深。
在1930年代，一部分條約簽署國試圖秘密突破條約規約，建造標準排水量噸位超過10,000噸的重巡洋艦。如進行翻修改裝後的日本帝國海軍妙高级和高雄级，標準排水量都直逼13,000噸，這讓船艦在火力、防護力與航速上達到較理想的標準。亦有為迴避條約限制的最上級，在太平洋戰爭前將15.5cm口徑主炮換上20.3cm口徑主炮，從而將「輕巡洋艦」變成「重巡洋艦」。除此之外，大部分海軍國家都積極地精進造船工藝，使重巡洋艦的整體性能更加平衡，美国的新奥尔良级，法国的絮弗倫级和英国皇家海军的诺福克级等。
除了主流海軍列強，未簽約國但具備重巡洋艦製造工藝能力的國家，如威瑪共和國與蘇聯，在較未受到條約監督的情況下建造的重巡洋艦就無視主流規範，噸位運用上就較為自由，但總和性能與海軍列強產製的重巡洋艦差距不大。

### 第二次世界大战

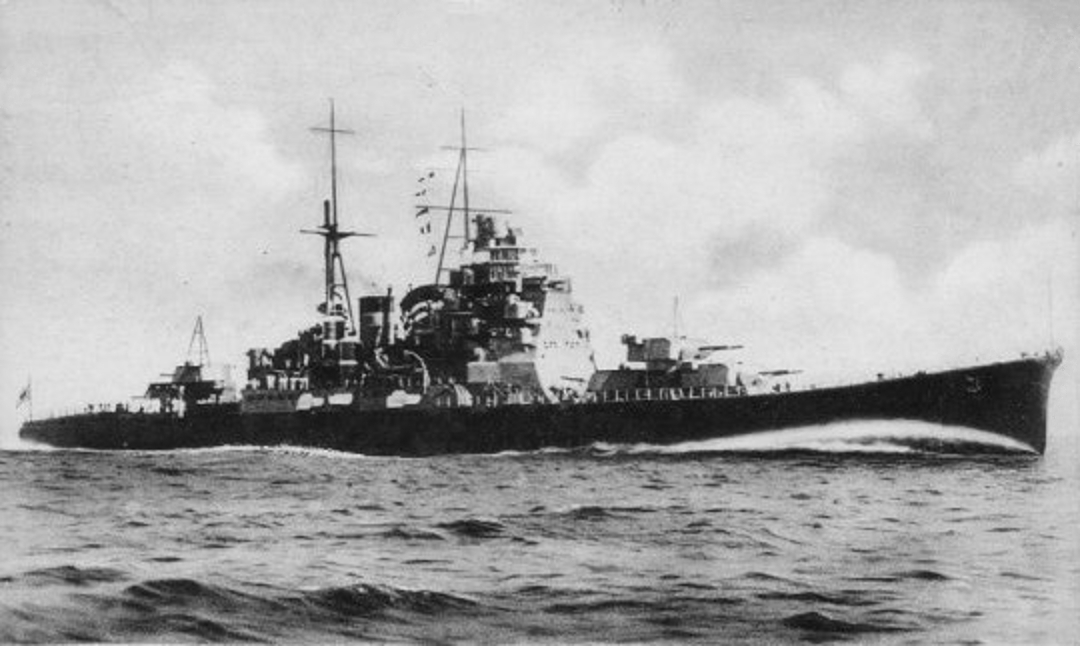
日本海军的摩耶号重巡洋舰是高雄級重巡洋艦的四號艦。

在第二次世界大战中，重巡洋舰的任务主要包括在舰队中担负保护主力军舰，以及舰队防空等，此外也会参与水面舰队行动。在大西洋，英国重巡洋舰同战列舰一起和德国大型军舰进行了很多水面战斗，包括击沉俾斯麦号及沙恩霍斯特号的战斗，盟国的重巡洋舰亦被编入护航运输队担负护航任务。在地中海和诺曼底，盟国重巡洋舰同战列舰一起担负登陆前的炮火准备及远距离火力支援等任务，摧毁了很多德国和意大利的岸防设施。
在太平洋，美国和日本的重巡洋舰执行着类似的任务。但是由于水域广阔，这使任务变得更加困难。在爪哇海，日本和ABDA（澳英荷美四国联盟）舰队的重巡洋舰进行了一系列的水面战斗。之后在瓜达尔卡纳尔岛战役中双方的重巡洋舰都扮演了很重要的角色，包括炮击陆地目标和夺取制海权等。在战争末期的登陆战中，重巡洋舰亦执行了沿岸炮轰及为航母护航等任务。在这个时期大多数国家已经停止了重巡洋舰的研究，但美国人仍然在继续建造重巡洋舰。在战争中美国建成了17艘巴尔的摩级重巡洋舰，稍後的得梅因級重巡洋艦成为了最后一代的重巡洋舰。

### 战后
战后各国幸存的重巡洋舰大多都被解体，或在武器试验中被摧毁，也有一些被改装成为了并服役至1970年代。海军航空兵和的应用使装备大炮的军舰很快就落伍了。现在各国已不再使用重巡洋舰，尽管有少数军舰被保存成了浮动博物馆。
二战后，苏联海军的舰船分为六个级别，从大到小依次为巡洋舰、大型舰、驱逐舰、护卫舰、小型舰、艇。水面舰艇按照用途又分为反舰的“导弹舰”、“反潜舰”、航空母舰。其中排水量巨大的巡洋舰被苏联定级为重型巡洋舰。例如：
- 基洛夫级重型导弹巡洋舰
- 莫斯科级重型反潜巡洋舰
- 库兹涅佐夫级重型航空巡洋舰

## 有关链接
- 战列巡洋舰